# Rekatolizace

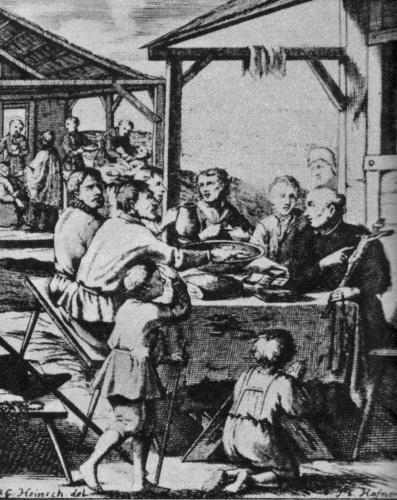
Bedřich Bridel rozmlouvá se sedláky – obraz Jana Jiřího Heinsche

Rekatolizace je proces obracení protestantů (kacířů) na římskokatolickou víru. V českých zemích probíhala od bitvy na Bílé hoře a zprvu byla uplatňována českým králem a římským císařem Ferdinandem II. Rekatolizace byla řízena papežskou kurií a „Svatou kongregací pro šíření víry“ (lat. Sacra Congregatio de Propaganda). V širším kontextu zapadá rekatolizace do rámce principu cuius regio, eius religio, který se v této etapě evropských dějin začal utvářet a jenž byl definitivně potvrzen vestfálským mírem. Samotná zásada cuius regio, eius religio ovšem původně pochází z protestantského prostředí.
V Českých zemích se k její násilné formě přistoupilo po roce 1622, kdy české země rekatolizovali mj. k tomuto účelu zvlášť přizvaní jezuité. Doba pobělohorské rekatolizace v Českých zemích bývá označována i jako doba temna – podle názvu románu Aloise Jiráska, který ve svém románu takto označuje 1. polovinu 18. století. Jsou známy i případy, kdy lidé bývali mučeni tak dlouho, dokud nepřešli na katolickou víru nebo nezemřeli. Podrobný (ovšem nikoli jednostranně nezaujatý) popis některých případů lze nalézt například v knize Historie o těžkých protivenstvích církve české. Tato kniha je kolektivním dílem, příspěvky jednotlivých autorů-exulantů zpracoval Adam Hartman, předmluvu ke knize napsal Jan Amos Komenský. 
Většina dokumentů té doby se nachází především ve státních archivech a v rukopisných odděleních knihoven v zahraniční – např. v Německu, Švýcarsku, Polsku i jinde. Část zpřístupnila české veřejnosti historička Edita Štěříková, ale masa dokumentů týkající se např. činnosti Svaté kongregace pro šíření víry na zpracování čeká.

## Rekatolizace v Čechách
Rekatolizace byla prováděna ve spolupráci církevní a světské moci. Světská moc se starala především o výkonnou a organizační část, církevní se měla postarat o náležité duchovní pozadí a hlavně o navržení postupu rekatolizační akce.
První praktický návod, jak postupovat při rekatolizaci, byl sepsán už roku 1620 pražským arcibiskupem Janem Loheliem. Své záměry shrnul do tří bodů, které byly jen s drobnými obměnami převzaty do všech dalších rekatolizačních plánů:
- právo obsazovat fary převést výhradně na arcibiskupa
- obsadit výhradně katolickými duchovními fary na královských statcích
- předat pražskou univerzitu a nekatolická gymnázia jezuitům

Hlavním záměrem arcibiskupa bylo, aby ze země co nejrychleji vymizeli nekatoličtí duchovní, stejně nepřijatelné pro něj byly nekatolické školy. Touto strategií se v Čechách podařilo rozvrátit nekatolickou církevní strukturu, což rekatolizaci výrazně usnadnilo, protože protestanti, kteří neměli oporu duchovních, snáze podléhali tlaku katolíků a konvertovali.
Vyhánění nekatolických duchovních ze země probíhalo už od Bílé hory a podařilo se ho uskutečnit poměrně rychle – rekatolizační návod, který poměrně radikálně navrhuje netrpět v zemi žádné nekatolické kněží a požaduje úplné zrušení Rudolfova majestátu, byl vydán už na jaře 1621, tedy jen pár měsíců po Bílé hoře.
Další opatření následovala v dubnu roku 1624, kdy byl vydán císařský patent, kterým se v Čechách povolovalo pouze katolické náboženství a o pár dní později další, který zakazoval královským městům přijímat nekatolické měšťany a také zakazoval nekatolíkům ve městě vykonávat živnost. V roce 1624 byla také zřízena první rekatolizační komise, která zjišťovala informace o obsazení far a zkoumala, jak probíhá vyhošťování nekatolických kněží, později tyto misionářské komise aktivně vyhledávaly a „obracely kacíře.“ Jejich činnost zrušil až Josef II. dne 31. 12. 1780.
Rekatolizační opatření byla definitivně začleněna do české ústavy v letech 1627–1628, kdy bylo vydáno Obnovené zřízení zemské. Obnovené zřízení navrátilo mezi české stavy katolické duchovenstvo a zrušilo všechna privilegia směřující proti zájmům katolického náboženství, které tím bylo povýšeno na jediné privilegované vyznání (s výjimkou trpěného židovství).
Od roku 1725 až do vydání tolerančního patentu byla habsburskou monarchií v rámci rekatolizace uzákoněna a masově podporována denunciace. Tato praktika, zavedená v době rekatolizace, byla později použita mnohokrát.

## Násilná rekatolizace
Kromě relativně nenásilné rekatolizace po vzoru Jana Lohelia a Valeriána Magni se běžně uplatňovala i její násilná forma. Měla ji na starost světská moc a zahrnovala vypovídání nekatolíků a nekatolických kněží ze země, konfiskaci jejich majetku a tvrdé tresty v případě neuposlechnutí. Tento způsob měl ale spoustu nedostatků – násilí vyvolávalo prudký odpor na rozdíl od nenásilné formy, takto obrácení lidé se nestávali nijak horlivými katolíky a nucená emigrace vedla k vylidňování země. K násilnostem docházelo hlavně v prvních desetiletích po Bílé hoře, převážně při pacifikaci lokalit, které se postavily misionářům na odpor, například poté, co roku 1629 ubili sedláci v Rovensku jezuitu Matěje Burnatia vtrhlo do vsi vojsko a téměř čtyřicet vzbouřenců zaplatilo životem. Do násilné rekatolizace se také řadí zákazy sňatků mezi nekatolíky ustanovené patenty z let 1624–1625. Rovněž byly zavedeny a praktikovány oslí pohřby.

## Kláštery
Počet na pomoc přizvaných církevních řádů vzrostl tak, že jejich vzájemné sváry o moc, privilegia a majetek řešil Svatý stolec. Císař Ferdinand III. přikázal, aby spory o kolatury a desátky řešily světské soudy. V Čechách bylo víc než 200 klášterů, v Praze 40, další kláštery byly na Moravě a ve Slezsku. Jednalo se o tyto katolické řády:
Jezuitský, domikánský, piaristický, kapucínský, benediktinský, cisterciácký, kartuziánský, hybernů, barnabitů, paulánů, křižovníků, premonstrátů, menších bratří, servitů, augustiniánů, trinitářů, oratoriánů, theatinů, alžbětinek, anglických pannen, Božího hrobu a jiné. Podporování byli eremité. Nepůsobili zde jen kamaldulové. Teprve císař Karel VI. svými amortizačními zákony zakázal mrtvé ruce (tj. katolické církvi) získávat další nemovitosti a v roce 1723 zakázal sbírky na církevní účely cizincům. Dále zostřil zákaz z roku 1661 o vizitacích českých klášterů cizinci.
Rekatolizovaní čeští nevolníci (včetně členů tajné, zakázané víry) uctívali kromě českých patronů, mariánských svátků, Jana Nepomuckého i Španěly uctívané světce např. sv. Jakuba, Ignáce, Františka Xaverského, Františka Borgiáše, Terezii z Avily, Jana z Kříže, Isidora ze Sevilly, Rozálii, Vincence Ferrerského, Petra z Alcantary, Jana z Boha i jiné. Vítali aktivity Mariánských družin, různých bratrstev, rádi se účastnili několikadenních poutí a procesí – dokud Marie Terezie oslavy početných svátků neomezila. Marie Terezie zavedla pro kláštery numerus clausus a, aby se nehromadilo jmění mrtvé ruky, postavila hospodaření klášterů pod státní kontrolu. Zapověděla řeholím i vývoz zisků do ciziny. (Kláštery zcela poněmčená města byla: Žatec, Bílina, Lovosice, Úštěk, České Budějovice, Horšovský Týn, Český Krumlov, Prachatice, Litoměřice, Stříbro...)

## Podíl jezuitů na rekatolizaci
Po vyhnání nekatolických kněží se objevil velký problém způsobený tím, že v českých zemích byl nedostatek katolických kněží. Běžně se stávalo, že i když byl nekatolický kněz z fary vypuzen, jeho místo zůstalo neobsazeno – neobsazených far bylo několikanásobně víc než těch řádně spravovaných. Ferdinand II. se situaci pokusil řešit přizváním polských kněží, ale to se neosvědčilo, protože si čeští věřící stěžovali, že jim nerozumí. Jediným řešením se nakonec ukázalo zřizování kněžských seminářů. Ze skutečnosti, že se nedostávalo českých duchovních, profitovaly v českých zemích působící katolické církevní řády, především jezuité, kteří se v této době rozšířili téměř do všech českých a moravských krajů. Roku 1622 získali od Ferdinanda Univerzitu Karlovu a do konce třicetileté války roku 1648 už byla založena většina jejich kolejí v Čechách a na Moravě.
Kromě problémů s obsazováním farností kněžími vznikl totiž, ze stejného důvodu, tedy exodu nekatolíků, další problém: Nedostávalo se lidí s vyšším, případně univerzitním, vzděláním. Habsburkové si byli tohoto problému vědomi. Nešlo totiž o ryze náboženský, ale i čistě praktický problém. A samozřejmě hrála roli i určitá prestiž, kdy bylo potřebné poukázat na úspěchy rekatolizace i v oblasti vzdělanosti. Jesuitské koleje a gymnasia měly tedy za úkol, samozřejmě kromě výchovy kněží, produkovat i vzdělané lidi, kteří dále nepostupovali v kněžské kariéře. Pokud tedy mluvíme o vzdělaných lidech z této éry, nemůže nám neuniknout, že často nějakou jesuitskou školu absolvovali, nebo s ní byli spjati.

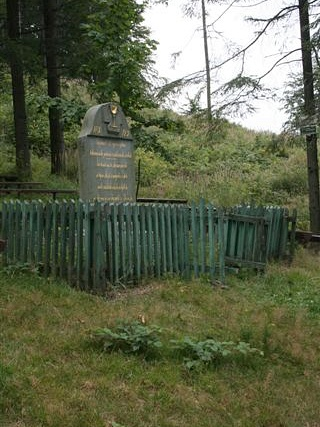
Místo tajných setkávání protestantů na Goduli ve Slezsku

## Rekatolizace na Moravě
Postup moravské rekatolizace se v mnohém podobal té v Čechách, pouze s tím rozdílem, že na Moravě byla výchozí pozice příznivější, protože tu ještě před Bílou horou byla skoro polovina far osazena katolickými kněžími a existovaly tu klášterní komunity, které již na počátku 17. století prosperovaly mnohem lépe než v Čechách. Nad nekatolickými kněžími držel nejdéle ochrannou ruku Karel starší ze Žerotína, u kterého také do roku 1625 našel útočiště Jan Amos Komenský.

## Rekatolizace ve Slezsku
Náboženská situace ve Slezsku byla spletitá, byl tu velký podíl luteránů a hohenzollerská šlechta hlásící se ke kalvinismu. Rekatolizace probíhala tak, že jednotlivá knížata byla získávána pomocí odměn v podobě územních zisků, katolíci byli upřednostňování a byly jimi obsazovány všechny důležité úřady, čímž byli nekatolíci postupně vytlačeni.